# Saʿd ibn Abī Waqqās

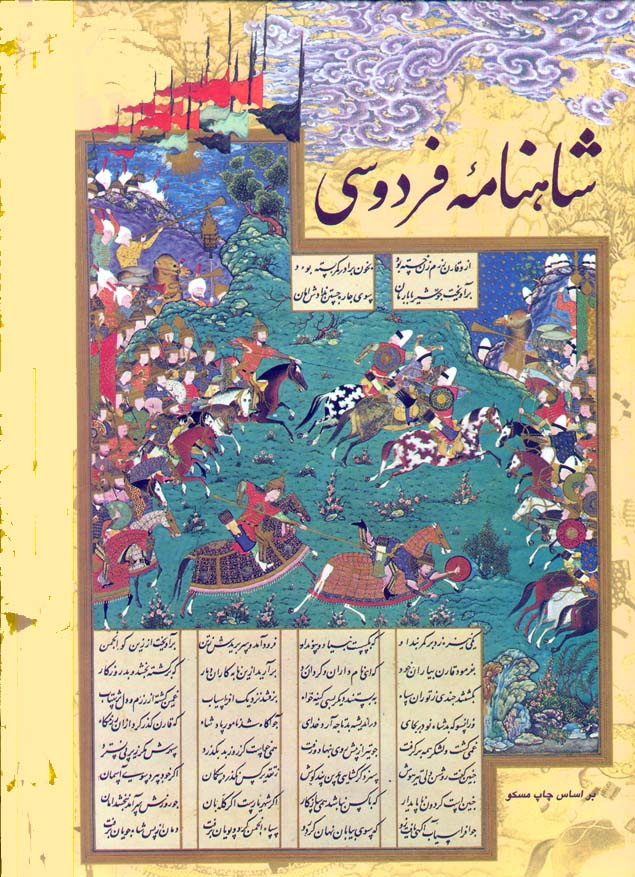
Saʿd ibn Abi Waqqas führt die Armee des Raschidunkalifats in der Schlacht von al-Qādisīya (Manuskript aus dem Schahname)

Saʿd ibn Abī Waqqās (arabisch سعد بن أبي وقاص, DMG Saʿd ibn Abī Waqqāṣ, geb. 595; gest. 674) war ein Wegbegleiter des Propheten Mohammed und einer der zehn, denen von Mohammed das Paradies versprochen wurde.
Er gehörte den quraischitischen Clan der Banu Zuhra aus Mekka an und war somit der Cousin von Āmina bint Wahb, der Mutter von Mohammed. Seine Mutter war Hamna, die Großcousine von Abū Sufyān ibn Harb. Seine Kunya war Abu Ishaq. Er war Waffenschmied und Kaufmann.
Abu Bakr brachte Saʿd zum Islam, nachdem er den Überlieferungen nach einen Traum gehabt haben soll, in dem er in der Dunkelheit auf einen leuchtenden Mond zugeht. Abu Bakr erklärte diesen Traum mit dem Erscheinen des neuen Propheten. Saʿd war zu dieser Zeit 17 Jahre alt und die dritte Person, die den Islam annahm.

Als seine Mutter davon hörte, ihr Sohn habe den Islam angenommen, wollte sie ihn zur Abkehr davon und zur Rückkehr zum Polytheismus drängen, indem sie nicht aß und trank. Im Zuge dessen wurde Sure 31, Vers 14 und 15 offenbart:

„Und wir haben dem Menschen im Hinblick auf seine Eltern anbefohlen - seine Mutter hat ihn (doch vor seiner Geburt) überaus mühsam (unter dem Herzen) getragen, und bis zu seiner Entwöhnung waren es (weitere) zwei Jahre -: ‚Sei mir und deinen Eltern dankbar! Bei mir wird es (schließlich alles) enden. Wenn sie dich aber bedrängen, du sollest mir (in meiner Göttlichkeit) etwas beigesellen, wovon du kein Wissen hast, dann gehorche ihnen nicht! Und verkehre im Diesseits auf freundliche Weise mit ihnen, aber folge dem Wege derer, die sich mir (bußfertig) zuwenden! Hierauf werdet ihr (sterben und) zu mir zurückkehren. Und dann werde ich euch Kunde geben über das, was ihr (in eurem Erdenleben) getan habt.‘“

 Er zeugte 36 Kinder, 18 Jungen und 18 Mädchen, die alle namentlich im Klassenbuch von Muhammad ibn Saʿd auftauchen. Zur Zeit der Abschiedswallfahrt lebte nach Angabe von Saʿd aber nur noch eine Tochter.
Saʿd war ein bedeutender Kämpfer und Feldherr im Namen des Islam. Er nahm an allen bedeutenden Schlachten der Frühzeit des Islams teil, so Badr, Uhud, Grabenschlacht, Schlacht von Hunain und Chaibar. Bei der Schlacht von Kadesia, einem der Meilensteine der Expansion des Islams, war er Befehlshaber. In Badr und Hunain war er Fahnenträger. Nach mehreren Überlieferungen soll er der erste gewesen sein, der im Islam einen Pfeil schoss.
Zu seinen Verdiensten zählt die Gründung der Stadt Kufa im Irak, deren Statthalter er daraufhin wurde. Der zweite Kalif Umar ibn al-Chattab schlug Saʿd als seinen Nachfolger im Kalifenamt vor. Saʿd nahm dann aber an der Versammlung teil, die Uthman ibn Affan zum Kalifen wählte. Er starb in Al-Aqiq, etwa 10 km von Medina im Jahre 55 nach der Hidschra als letzter der Muhadschirun und wurde auf dem Friedhof al-Baqiʿ in Medina begraben. Er hinterließ ein Vermögen von 250.000 Dirham.